# هنر لاته

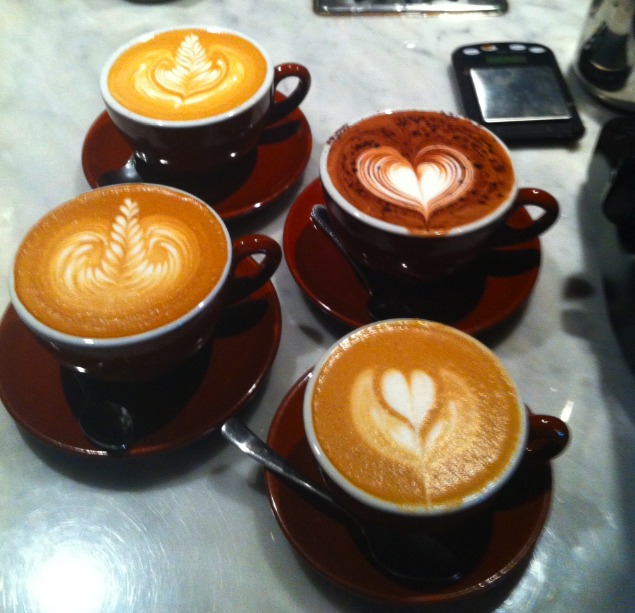
چهار نمونه از هنر لاته. نوشیدنی بالا سمت راست یک کاپوچینو است و بقیه لاته هستند.

هنر لاته (به انگلیسی: Latte art) روشی برای تهیه قهوه است که با ریختن شیر کف‌دار روی سطح اسپرسو و ایجاد الگو یا طرحی مشخص همراه است.. این اصطلاح فقط به قهوه لاته اختصاص ندارد و برای سایر نوشیدنی‌های حاوی کف شیر مانند کاپوچینو و شکلات داغ نیز کاربرد دارد. 